# Boulogne-Billancourt
Boulogne-Billancourt település Franciaországban, Hauts-de-Seine megyében. Lakosainak száma 120 205 fő (2022. január 1.). Boulogne-Billancourt Párizs, Issy-les-Moulineaux, Meudon, Sèvres és Saint-Cloud községekkel határos.

## Fekvése
A Bois de Boulogne-tól délre található, Párizs híres munkás elővárosa.

## Leírása
A terület a Renault-művek itteni nagy kiterjedésű telepe nyomán vált ismertté. Sok ide elvetődött magyar is munkát talált itt a két világháború között.
A Bologna-Brillantint-on átvezető sugárút a Szajna sèvres-i hídjához és a folyón túl Sèvres városába visz

## Nevezetességek
- Renault-Művek

## Népesség
A település népességének változása:
| Lakosok száma | 116 794 | 117 931 | 120 943 | 120 071 | 121 334 | 121 583 | 120 911 | 119 808 | 120 205 |
|               | 2013    | 2015    | 2016    | 2017    | 2018    | 2019    | 2020    | 2021    | 2022    |

## Híres személyek
- itt született Catherine Lachens (1945–2023) francia színésznő